# Peter Wingfield
Pour les articles homonymes, voir Wingfield.
Peter Wingfield est un acteur et médecin britannique né le 5 septembre 1962 à Cardiff dans le Pays de Galles (Royaume-Uni).

## Biographie
À 15 ans, il devient champion national de trampoline. Après des études de médecine (non terminées, faites au collège de Brasencose à Oxford et au collège médical de l'hôpital de St. Bartholomew), il choisit de devenir acteur. Il étudie alors la comédie au National Youth Theatre au Pays de Galles et à la Guildhall School of Music and Drama de Londres.
Il se fait surtout connaître du public avec son rôle de l'immortel Methos, dans la série Highlander. Un rôle qu'il reprend au cinéma, le temps d'un caméo, dans Highlander: Endgame puis dans le cinquième épisode réservé au marché de la vidéo Highlander : Le Gardien de l'immortalité.
La suite de sa carrière comprend d'autre rôles pour plusieurs séries relativement populaires comme Stargate SG-1, Charmed, Smallville, NCIS : Los Angeles, ou bien encore Les Experts : Miami.
Il s'inscrit en 2011 à l'université du Vermont pour terminer son cursus médical. En mars 2022, il est anesthésiste à l'hôpital Cedars Sinai de Los Angeles.

## Filmographie
- 1991 : Antonia et Jane (Antonia and Jane) de Beeban Kidron : Le chauffeur de taxi
- 1994 : Qui a tué le chevalier de Jim McBride : Max
- 1994 : Highlander, série télévisée, saison 3, épisodes 16, 21 et 22 : Adam Pierson/Methos
- 1995 : Highlander, série télévisée, saison 4, épisodes 10, 11, 14, 16, 18, 20, 21 et 22 :  Adam Pierson/Methos
- 1996 : Highlander, série télévisée, saison 5, épisodes 9,10,11, 12, 16, 17 et 18 :  Adam Pierson/Methos
- 1997 : Highlander, série télévisée, saison 6, épisodes 11, 12 et 13 :  Adam Pierson/Methos
- 1998 : Brigade spéciale (Cold Squad), série télévisée, saison 2 : Simon Ross
- 1999 : Brigade spéciale (Cold Squad), série télévisée,  saison 3, épisodes 1 et 2 : Simon Ross
- 2000 : Tessa à la pointe de l'épée, série télévisée : Dr. Robert Helm
- 2000 : Highlander: Endgame, de Douglas Aarniokoski : Methos
- 2000 - 2001: Stargate SG-1, série télévisée : Hebron/Tanith (saison 4, épisodes 4 et 22 - saison 5, épisode 9)
- 2001 : L'enfant qui ne voulait pas mourir (The Miracle of the Cards) (TV) : Ernie Shergold
- 2002 : En quête de justice (Just Cause), série télévisée, saison 1, épisode 4 : Brad Ryan
- 2002 : John Doe, série télévisée, saison 1, épisode 17 : Ken Rothman
- 2003 : Kingdom Hospital, série télévisée, saison 1, épisode 9 : Benton Knight
- 2003 : Dead Zone, série télévisée, saison 2, épisode 8 : Cpt. Michael Klein
- 2003 : X-Men 2 (X2) de Bryan Singer : Sgt. Lyman
- 2004 : Catwoman, de Pitof : Dr Ivan Slavicky
- 2004 : P'tits Génies 2 (Superbabies : Baby geniuses 2), de Bob Clark : Crowe
- 2005 : Charmed, série télévisée, saison 8, épisode 19 : Salek
- 2005 : Smallville : Marcus Baker (saison 4 épisode 16)
- 2007 : Highlander : Le Gardien de l'immortalité : Methos
- 2009 : 24 heures chrono,Saison 7 épisodes 2, 3, 4, 5, 6 : David Emerson
- 2009 : Sanctuary, Saison 1, Saison 3 et Saison 4 : Dr Watson
- 2010 : Caprica
- 2010 : NCIS : Los Angeles : Eugene Keelson
- 2010 : Stonehenge Apocalypse : John Trousdale
- 2010 : Les Experts : Miami : Paul Nichols (saison 9 épisode 10)
- 2010 : Riverworld, le monde de l'éternité : Richard Burton
- 2016 : Beauty and the Beast (saison 4 épisode 1)